# Ricaurte (Venezuela)
Ricaurte é um município da Venezuela localizado no estado de Cojedes.
A capital do município é a cidade de Libertad.